# Pelourinho de Entradas
O Pelourinho de Entradas é um monumento localizado na vila de Entradas, no município de Castro Verde, em Portugal.
Encontra-se classificado como Imóvel de Interesse Público desde 1933.

## Descrição e história
O pelourinho está situado na Praça Zeca Afonso, em frente da antiga Casa da Câmara de Entradas, no mesmo local em que estava originalmente instalado. Apenas restam algumas partes da estrutura original, principalmente um lanço do fuste, em granito, ornado com estrias helicoidais e com um furo no meio. Outros dois fragmentos do pelourinho estão integrados num edifício particular na vila.
É considerado como um símbolo do antigo município de Entradas, tendo provavelmente sido instalado por volta de 1512, ano em que recebeu o foral de D. Manuel. Terá sido removido aquando da extinção do concelho de Entradas, na Década de 1830. Foi classificado como Imóvel de Interesse Público pelo Decreto n.º 23:122, de 11 de Outubro de 1933.
Em princípios de 2012 o monumento voltou ao local original, na Praça Zeca Afonso, tendo sido reinstalado no âmbito de um plano de intervenção na Praça Zeca Afonso, parte de um programa maior da autarquia para a revitalização urbana de Entradas, que previa a reabilitação e valorização do património cultural.